# ホッケースティック論争

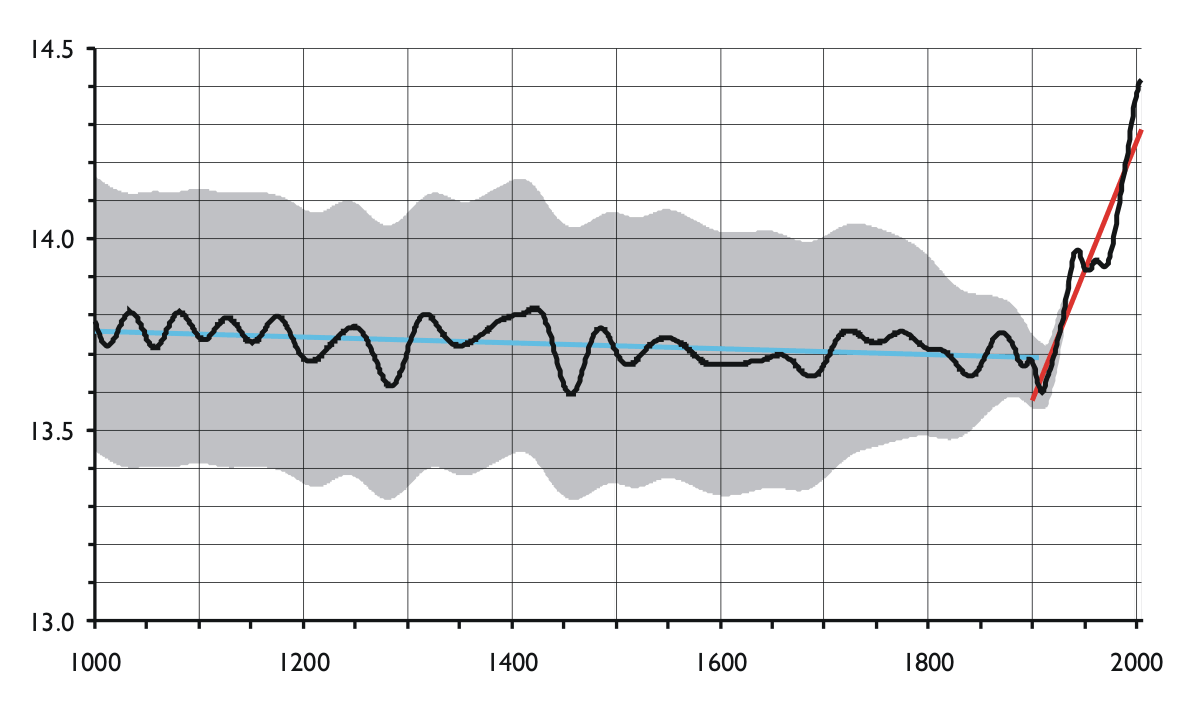
ホッケースティック曲線、1000年 - 2004年（出典詳細）

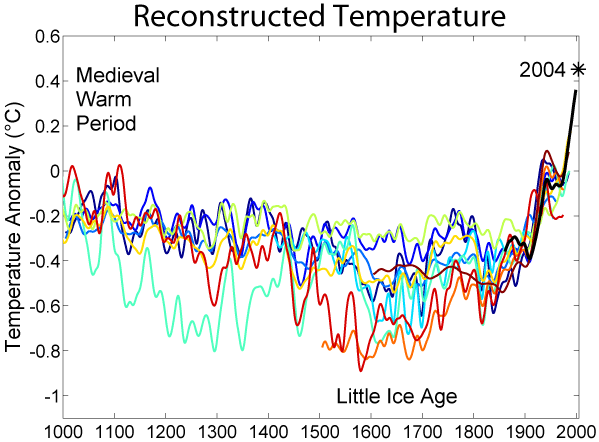
11種の気温曲線、1000年 - 2004年（出典詳細）

ホッケースティック論争（ホッケースティックろんそう、英：Hockey stick controversy）とは、人為的な地球温暖化の証拠のひとつとして採用された古気候学に基づき見積もられた気温データに対して、過去の気候変動を過小評価するためにデータが改竄されていたのではないかという疑惑をめぐり引き起こされた論争のこと。様々な調査の結果、データが不正に操作されたという証拠は発見されなかった。

## 概要
古気候学者のマイケル・マンは木の年輪から過去1000年以上の気温変化を見積もった結果を発表した。その過去の気温変化が19世紀以降の急激なカーブを示していたため、その気温変化の曲線が「ホッケースティック曲線」と呼ばれるようになった。その結果、マンはIPCCの第3次評価報告書の主要な書き手の一人に選ばれた。彼の再現結果は、今世紀の気温上昇が人為的であることを示す有力な証拠の一つともなり、IPCCをはじめ様々な分野で何度も引用されることになった。
しかしその気温変化を見積もるために用いられたデータのうちどれを実際に採用したかの記述が間違っており、またマンらが観測精度の誤差と考えた変化を修正して用いられていた。この出典表記の間違いや修正を「改竄」などとして批判する者があらわれ、スキャンダルとなった。またマンのデータに対して小氷期や中世の温暖期などによる気温変動が過小評価されているのではないかなどと数多くの批判や異論が論文となって発表された。この一連の騒動をさして「ホッケースティック論争」と呼ばれ、多くのメディアで報道された。
批判者からの指摘を受けてマンらは1998年の論文に対する訂正記事を2004年にNature誌に発表した。訂正は出典の誤記だけであり、論文の結果には変更がないと明言している。
マンのホッケースティック曲線はIPCC第4次評価報告書（AR4）のSPM（Summary for Policy-makers、政策決定者向け要約）には記載されず、AR4フルレポートの第6章の図6.10に他の再現結果と重ね合わせたグラフとして記載された。図にはマンによるものの他に、マッキンタイアを含めた12のグループと機器による計測グラフ（計13本）の曲線を重ねて掲載されている。これには中世から産業革命までの間の復元結果が大きく異なるものもあるが、マンらの結果には上下各0.5℃の大きな誤差範囲が付けられているため、いずれもマンらの復元結果の範囲内である。
この論争の際に問題とされた500 - 1000年前の古気候の再現結果については、誤差の幅が大きい。AR4のSPMには、過去の気温変化（古気候）について「最近の研究の中には、特に12 - 14世紀、17世紀、19世紀の寒冷な期間において、北半球の気温の変動は、第3次評価報告書で示唆されたものより大きかったことを示すものがある」と記されている。しかし、「20世紀後半の北半球の平均気温は、過去500年のどの50年よりも高かった可能性が非常に高く...」とも記されている。これは多数の研究結果を総合した結果であり、AR4フルレポートの第6章や米国科学アカデミーの報告書に詳しい議論がある。500 - 1000年前の気候の復元結果のばらつきは大きいが、それでも20世紀後半の気温が際だって高いことはどの復元結果にも共通している。
2021年に執筆されたIPCC第6次評価報告書（AR6）のSPMには、ホッケースティック曲線の改良版が20年ぶりに記載された。AR3のホッケースティック曲線が過去1000年の北半球における平均気温変化に限定されていたのに対して、AR6のホッケースティック曲線は過去2000年の地球全体における平均気温変化に拡張されている。

## 裁判
調査で不正が見つからなかったにもかかわらず、マンは地球温暖化懐疑論者から誹謗中傷を受けた。マンは懐疑論者のうち、保守系シンクタンク競争的企業研究所のランド・シンバーグと保守系雑誌ナショナル・レビューのマーク・ステインに対して訴訟を起こした。12年の時を経て、両者にそれぞれ1ドルの補償的損害賠償と、シンバーグに1000ドル、ステインに100万ドルの懲罰的損害賠償が命じられた。マンは「気候科学者に対する不当な攻撃は憲法における表現の自由の保護対象にはならない」とXに書いた。また、マンの弁護士は「マンだけでなく、世界中の科学者にとっての勝利でもある」とコメントした。
1年後、裁判官はマンが証拠を偽ったとして当初の賠償金額を減額し、53万ドルをマンが支払うよう命じた。